# Bolbitius titubans
Bolbitius titubans (tên gọi khác: Bolbitius vitellinus) là một loài nấm trong chi Bolbitius thuộc họ Bolbitiaceae, bộ Agaricales. Nấm này không ăn được, phân bố rộng rãi và có thể tìm thấy châu Mỹ và châu Âu.

## Miêu tả
Mũ nấm có đường kính 1,5 – 5 cm, khi mới mọc mũ hình bầu dục, sau đó dần lồi lên và cuối cùng trở nên dẹt. Mũ nấm ban đầu có màu vàng hoặc vàng sáng, khi lớn chuyển sang trắng hoặc xám. Cuống nấm dài từ 3 – 10 cm, đường kính thân cuống từ 2 – 4 mm, màu vàng trắng.